# Sitzpinkeln

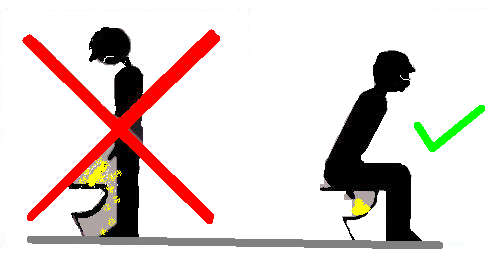
Typisches Hinweisschild

Als Sitzpinkeln wird das Urinieren in sitzender Position bezeichnet. Der Gegensatz ist das Stehpinkeln, in der die Miktion in stehender Haltung erfolgt. Beides ist sowohl für Männer als auch für Frauen möglich.
In Deutschland wurde in den 1990er Jahren das Urinieren im Sitzen für Männer stärker propagiert. Maßgeblich waren hygienische Motive. Insbesondere sind die normalen Toiletten nicht besonders für das Urinieren im Stehen geeignet wie insbesondere die Urinale. Ähnliche Diskussionen werden aber auch in anderen Ländern geführt. Tadd Truscott, Professor für Maschinenbau, und Randy Hurt veröffentlichten 2013 ihre Studie „Splashback“ zur Frage, wie weit sich Urintropfen in einem Badezimmer verteilen und ermittelten mehrere Meter. Zwar sei Urin steril, aber den Niederschlag könne daraufhin E. coli besiedeln. 2014 veröffentlichten Urologen des Klinikums der Universität Leiden, Niederlande, eine Studie, dass die sitzende Position die bessere Position für das Wasserlassen ist, auch bei Männern mit Problemen einer vergrößerten Prostata.
Im Januar 2015 urteilte das Amtsgericht Düsseldorf in einer Auseinandersetzung um den sachgerechten Gebrauch einer Mietsache über das Urinieren im Stehen und einem daraus entstandenen Schaden für den Fußboden: „Trotz der in diesem Zusammenhang zunehmenden Domestizierung des Mannes ist das Urinieren im Stehen durchaus noch weit verbreitet. Jemand, der diesen früher herrschenden Brauch noch ausübt, muss zwar regelmäßig mit bisweilen erheblichen Auseinandersetzungen mit – insbesondere weiblichen – Mitbewohnern, nicht aber mit einer Verätzung des im Badezimmer oder Gäste-WC verlegten Marmorbodens rechnen.“
Der Urologe Wolfgang Bührmann bemerkte 2017, dass die Bereitschaft, sich hinzusetzen, in den jüngeren Generationen zunehme. Den Grund vermutete er in der sich verändernden Rollenverteilung, dass Männer öfters das Bad putzen müssten. Nach einer Studie des britischen Markt- und Meinungsforschungsinstituts YouGov in dreizehn Ländern aus dem Jahr 2023 ergab in Deutschland jedoch den größten Anteil bei Männern in der Altersgruppe über 55 Jahre, die sich zum Urinieren setzen. In dieser Studie belegt Deutschland den ersten Platz: 40 Prozent der befragten Deutschen gaben an, sich immer hinzusetzen. Schweden folgt mit 22 Prozent auf dem zweiten Platz. Nach einer Umfrage in Japan aus dem Jahre 2020 urinieren 70 % aller Männer in Japan sitzend; fünf Jahre zuvor waren es 51 %. Unter den verheirateten Männern war der Anteil höher als unter den unverheirateten Männern.